# روپایشتروت
روپایشتروت (به آلمانی: Ruppichteroth) یک شهر در آلمان است که در راین-زیگ واقع شده‌است. روپایشتروت ۱۰٬۸۵۳ نفر جمعیت دارد.